# Oonops triangulipes
Oonops triangulipes är en spindelart som beskrevs av Karsch 1881. Oonops triangulipes ingår i släktet Oonops och familjen dansspindlar. Inga underarter finns listade i Catalogue of Life.